# Киш, Фредерик
Фредерик Герман Киш (англ. Frederick Hermann Kisch; 23 августа 1888, Дарджилинг, Британская Индия — 7 апреля 1943, битва за Вади Акарит, Тунис) — офицер британской армии и сионистский лидер. В звании бригадира он был самым высокопоставленным евреем, служившим в британской армии.

## Ранние годы и образование
Фредерик Киш родился в британско-еврейской семье в городе Дарджилинг, Британская империя в Индии, 23 августа 1888 года, где его отец Майкл был главой индийской почтовой службы. Через некоторое время семья Киш переехала обратно в Англию, где Фредерик учился в Клифтонском колледже, а затем в Королевской военной академии Вулидж.

## Первая мировая война
Фредерик вступил в Королевские инженерные войска в 1909 году и служил в их составе в Первой мировой войне во Франции и на Ближнем Востоке.
За время службы в армии он был трижды ранен и награжден орденом «За выдающиеся заслуги» в бою. Он также был награжден правительством Франции орденом «Военный крест» с пальмовой ветвью. Из-за ранений он был признан временно непригодным к фронтовой службе и впоследствии был переведен в Корпус военной разведки, где прослужил до конца войны. Он также служил офицером генерального штаба при генерале сэре Джордже Макдонохе. За время войны он дослужился до звания подполковника.

## Межвоенный период
Фредерик был назначен членом британской делегации на Парижской мирной конференции 1919 года.
В 1922 году он вступил в Сионистскую организацию, где возглавлял политический отдел, пока его не сменил Хаим Арлозоров. В 1923—1931 годах он также возглавлял Сионистскую комиссию в Иерусалимском регионе. Его британское военное прошлое позволило ему наладить прекрасные отношения с британской администрацией подмандатной Палестины, а также с арабскими лидерами, включая Шарифа Хусейна из Мекки и его сына, эмира Абдаллу из Трансиордании. В 1921 году Киш был награжден Китайской Республикой орденом Вэнь-Ху (4-й степени).

## Вторая мировая война
Фредерик был возвращен на действительную службу в 1939 году с началом Второй мировой войны. Ему было присвоено звание бригадира, и он был направлен в британскую Восьмую армию, где стал командиром Королевских инженерных войск в Североафриканской кампании.
Фредерик погиб в Тунисе 7 апреля 1943 года, наступив на мину во время битвы за Вади Акарит. Он организовывал восстановление моста, необходимого для продвижения союзников. Он похоронен на военном кладбище Энфидавиль в Тунисе. 

## Наследие
Я'ар Киш — «Мемориальный лес Киша», мошав Кфар Киш и различные улицы, включая Сдерот Киш на Кармеле в Хайфе, являются одними из мест, названных в его честь. 
В 2015 году его внук Йоав был избран в Кнессет от партии «Ликуд», а в декабре 2022 года он был назначен министром образования и министром регионального сотрудничества.